# Périplo do Ponto Euxino (Arriano)

A província romana de Capadócia, na margem do mar Êuxino, da qual foi governador Arriano

Colônias gregas no mar Êuxino, cerca de seis séculos antes de Arriano

O périplo do Ponto Êuxino (em grego clássico: Περίπλους του Ευξείνου Πόντου) é um périplo ou guia marítimo detalhando os lugares que se encontram ao viajar pela costa do mar Negro. Foi escrito por Arriano de Nicomédia por volta de 130-131
Está em forma de carta, do seu autor ao imperador Adriano em Roma, que concedia especial importância à pesquisa geográfica, e tinha visitado uma grande parte dos seus domínios. Contém um levantamento topográfico preciso das costas do Ponto (Mar Negro), de Trebizonda a Bizâncio, e foi escrito provavelmente enquanto Arriano celebrava o seu cargo como legado augusto propretor da Capadócia, um pouco antes do estouro da guerra contra os Alanos, ao mesmo tempo em que elaborou as suas instruções para a partida do exército romano contra os bárbaros, que se encontram num fragmento breve mas imperfeito, anexo ao Techne Taktika, escrito, como ele próprio diz, o ano vigésimo do reinado do imperador, e que contém, após uma breve resenha dos escritores antigos sobre o mesmo tema, uma descrição da ordem e disposição de um exército em geral.
O seu objetivo era informar o imperador da "disposição da terra" e proporcionar informação necessária, como as distâncias entre as cidades e os locais que ofereciam porto seguro para os barcos numa tormenta na eventualidade de que Adriano tivesse de montar  uma expedição militar à região.
O Périplo contém, segundo a expressão epigramática de Gibbon no seu capítulo 42, "tudo o que o governador do Ponto tinha visto de Trebizonda a Dioscúrias; tudo o que ouvira falar, de Dioscúrias ao Danúbio, e tudo o que sabia, do Danúbio até Trebizonda". Assim, enquanto Arriano dá muita informação sobre o lado sul e o leste  do Ponto, ao abordar na sua descrição a costa setentrional os intervalos entre lugares são maiores e atende menos às suas medidas.